# شيبة (الشرية)

تعديل مصدري - تعديل

شيبة هي إحدى قرى عزلة آل غنيم بمديرية الشرية التابعة لمحافظة البيضاء، بلغ تعداد سكانها 167 نسمة حسب تعداد اليمن لعام 2004.